# Bratislavaer Burg
Die Bratislavaer Burg (slowakisch Bratislavský hrad), auch Pressburger Burg genannt, ist das Wahrzeichen der slowakischen Hauptstadt Bratislava. Sie liegt auf dem 85 Meter hohen Burgberg am linken Donauufer und stammt im Kern aus dem 9. Jahrhundert. Die Burg war ursprünglich Residenz der ungarischen Könige und ist heute Sitz des Historischen Museums.

## Lage und Umgebung

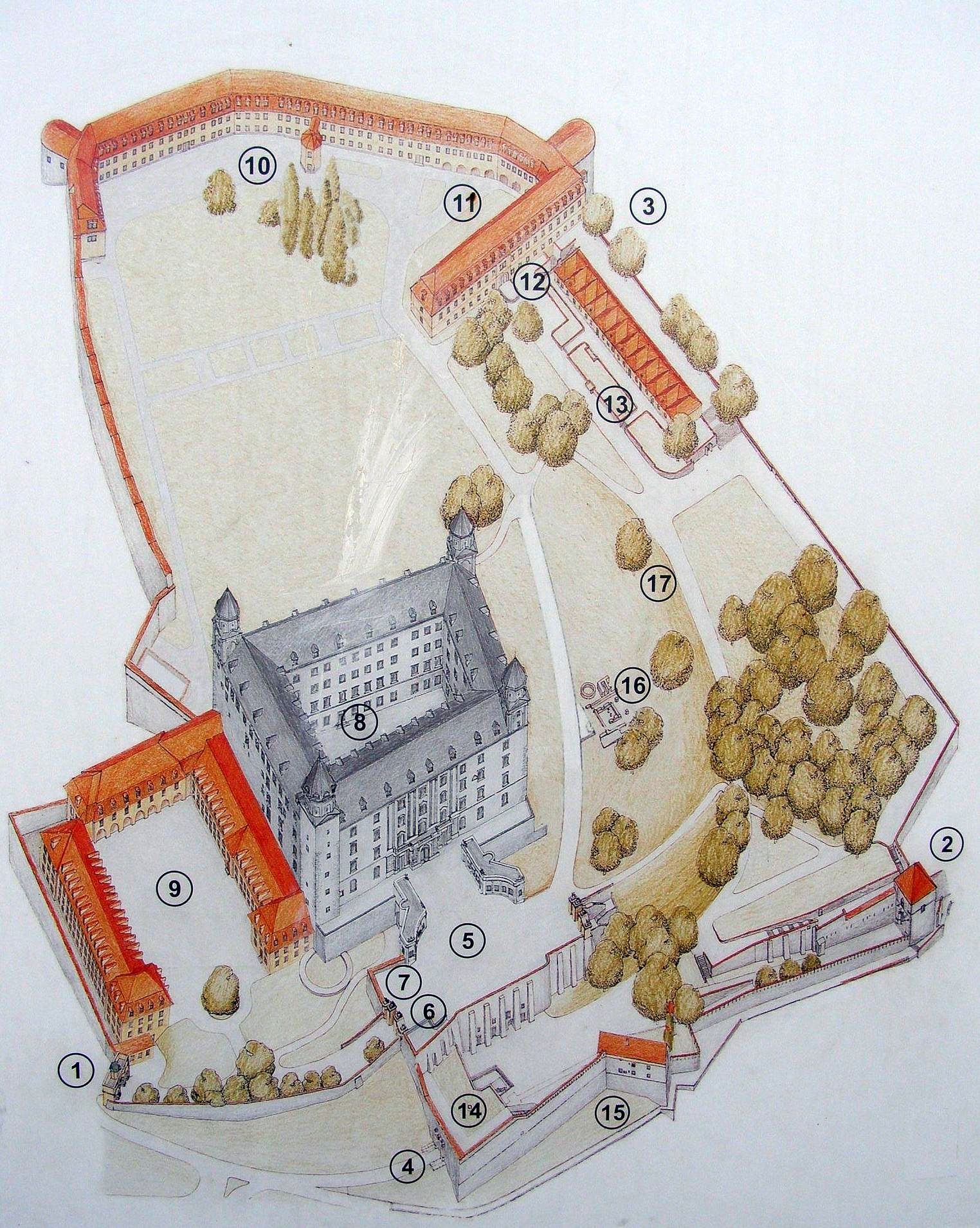
Das Burgareal
1 – Wienertor
2 – Sigismundtor
3 – Nicholastor
4 – Leopoldtor
5 – Ehrenhof
6 – Aussichtsbastion
7 – Souterrain unter dem Ehrenhof
8 – Burg
9 – Gebäude auf der Westterrasse
10 – Gebäude an der Nordmauer
11 – Bastei Luginsland
12 – Gebäude beim Nicholastor
13 – Burgweinkeller
14 – Südwestbastei
15 – Haus auf der Südbastei
16 – Grundriss der großmährischen Basilika
17 – Zisterne

Die Bratislavaer Burg befindet sich im südlichen Teil der Kleinen Karpaten, auf einem Felsen 85 Meter über dem linken Ufer der Donau an der Kreuzung europäischer Handelswege. Sie befindet sich im westlichen Teil des Stadtteils Staré Mesto (Altstadt); westlich der Burganlage befinden sich das Gebäude des Nationalrats und ein Villenviertel; östlich befindet sich die eigentliche Altstadt. Von der Terrasse kann man den Plattenbau-Stadtteil Petržalka, die Brücke des Slowakischen Nationalaufstandes und weitere Brücken auf der Donau und die Stadt sehen. Unterhalb des Burgareals verläuft ein Straßenbahntunnel.

## Geschichte

### Gründung der Burg

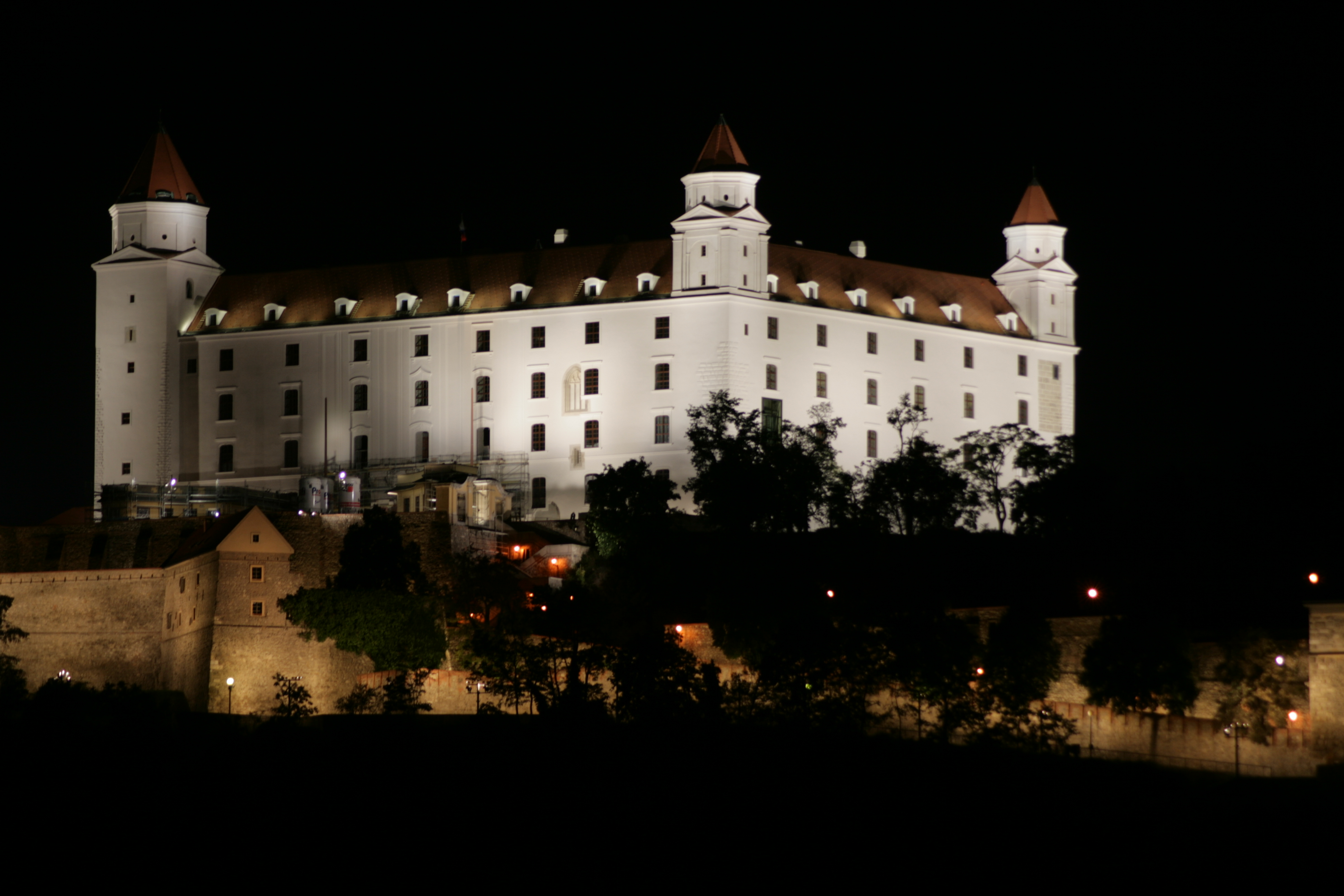
Die Pressburger Burg bei Nacht (2010)

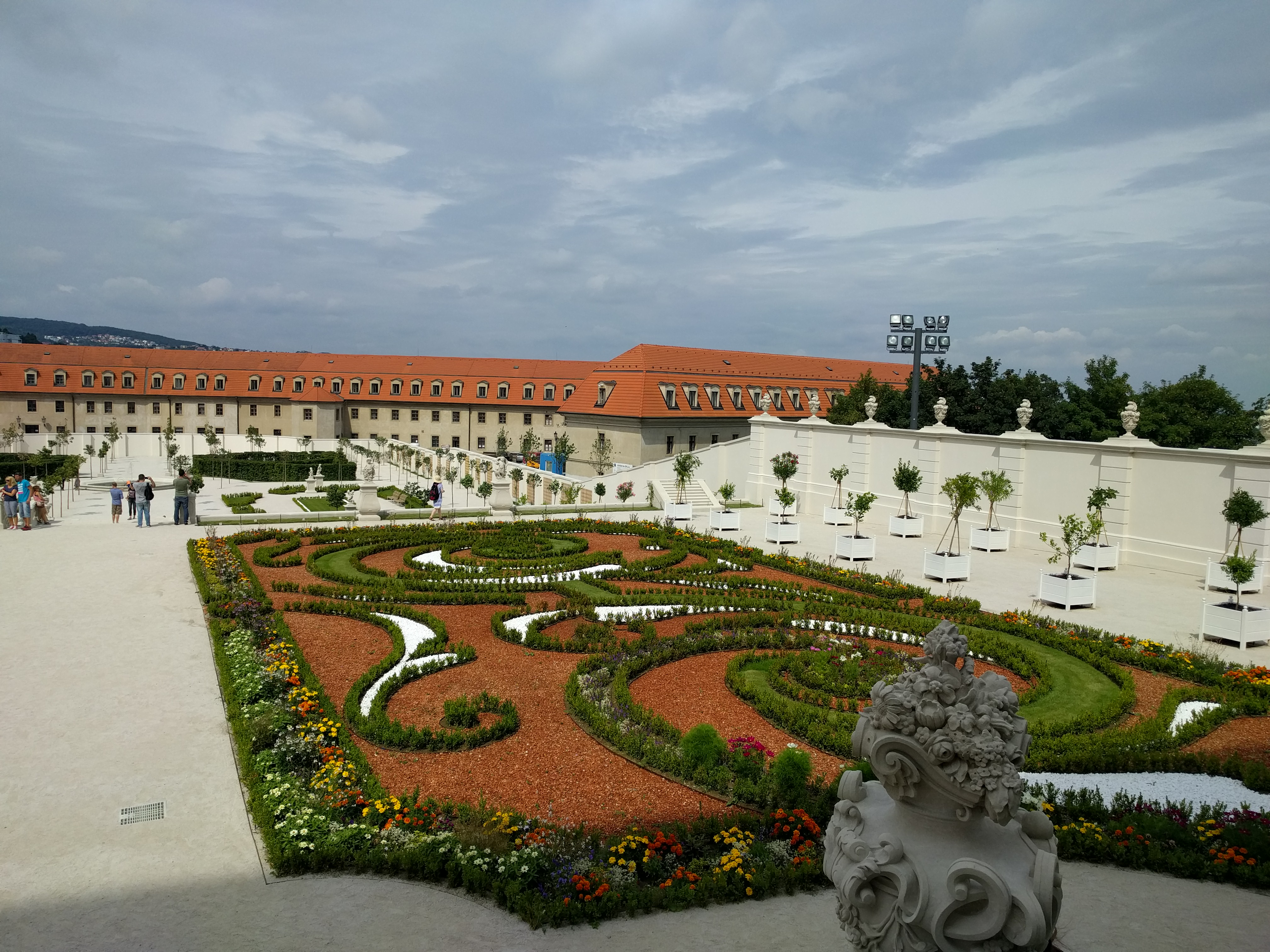
Der im Barockstil rekonstruierte Burggarten (2016)

Der Burgberg ist seit der Steinzeit besiedelt. Die ersten namentlich bekannten Siedler waren die Kelten, die hier noch vor der Zeitenwende ein Oppidum bauten. Dessen Bewohner errichteten in der Mitte des 1. Jahrhunderts v. Chr. sogar einige Bauwerke in römischer Bautechnik aus Steinmauern, was für die keltische Kultur sehr ungewöhnlich ist. Später erreichten die Germanen und Römer das Gebiet. In den Jahrhunderten nach Christi Geburt bildete zwar grundsätzlich die Donau die Grenze des Römischen Reiches, jedoch übten die Römer auch eine gewisse Kontrolle über die Gebiete nördlich der Donau aus und errichteten nach Bedarf dort Vorposten. Auf dem Burgberg von Bratislava ist bisher kein größerer römischer Stützpunkt nachweisbar, es liegen jedoch einige römische Funde aus dieser Zeit vor. Andererseits scheinen die Römer auch keine andere (germanische oder keltische) Besiedlung auf dem Berg zugelassen zu haben, um ihre strategische Kontrolle des Donaulaufes nicht zu gefährden.
Die Entwicklung in der Zeit der Völkerwanderung ist unklar. Gegen Ende dieser Periode erreichten die Slawen das Gebiet; in der Zeit des Mährerreiches im späten 9. Jahrhundert wurde hier eine wichtige Befestigung gebaut. Die Burg wurde zum ersten Mal 805 bzw. 907 (letzteres in den Salzburger Annalen) erwähnt (Details siehe unter Bratislava im Absatz zum Namen). Bezüglich des Jahres 907 wird in mehreren Quellen von drei Schlachten bei Brezalauspurc berichtet, die den letztendlichen Fall des Mährerreiches verursacht hatten. Im Ostteil des Berges ist aus dieser Zeit eine dreischiffige steinerne Basilika erhalten geblieben. Danach wurde das Gebiet um die Burg Teil des Königreichs Ungarn.
Im 10. Jahrhundert wurden hier Münzen mit der Inschrift „Preslavva Civitas“ geprägt. Im 11. und 12. Jahrhundert entstand hier ein vorromanischer mittelalterlicher Steinpalast. Seit der ersten Hälfte des 11. Jahrhunderts wurde die Burg zum Sitz der neu entstandenen Gespanschaft Pressburg. Im 13. Jahrhundert wurde hier eine romanische arpadische Burg errichtet, die bis 1427 Bestand hatte. Die Dominante dieser Befestigungsanlage war ein romanischer Wohnturm auf der schwachen Südwestseite; als einziger Bauteil dieser Anlage ist er bis heute erhalten geblieben. Am Ende des 13. Jahrhunderts fiel die Burg zweimal: 1273 wurde sie von Truppen des böhmischen Königs Přemysl Ottokar und 1287 vom österreichischen Herzog Albrecht erobert. Ihren heutigen vierflügligen Grundriss bekam die Burg im 15. Jahrhundert, als Sigismund von Luxemburg einen gotischen Umbau verordnete. Der umfassende Umbau betraf auch die Befestigung vor allem wegen Angriffen der Hussiten: zwei Basteien und das Sigismundtor wurden errichtet. In dieser Zeit entstand auch ein 85 Meter tiefer Brunnen. Nach der Schlacht bei Mohács im Jahr 1526, als die Türken die ungarische Armee schlugen und später die bisherige Hauptstadt Buda besetzten, wurde die Burg zum Sitz des Habsburgers Ferdinand I.
Während der Umbauarbeiten im 16. und 17. Jahrhundert (Türkenkriege, Reformation) wurde die Burg mehrmals befestigt: 1552–1562 wurde die Burg im Renaissancestil umgebaut. Alle Flügel wurden im Bezug auf die Höhe vereinheitlicht und ein weiterer Turm errichtet. Seit 1608 beherbergte der Südwestturm die ungarischen Kronjuwelen; seither wird er auch als Kronturm bezeichnet. 1635 bewilligte der ungarische Landtag bauliche Veränderungen an der Burg. Palatin Graf Paul Pálffy von Erdőd beauftragte den Architekten Hans Alberthal (= Giovanni Albertalli aus Roveredo, Graubünden, Schweiz), die Aufsicht hatte der kaiserliche Hof-Baumeister Giovanni Battista Carlone. Die ganze Burganlage wurde um einen Stock erhöht und es wurden weitere zwei Türme erbaut, womit die Burg ihr heutiges viertürmiges Aussehen bekam. Zugleich ließ sich Pálffy seinen Gartenpalast am Burgberg errichten. Hier ist Pietro Maino Maderno als Bildhauer der Springbrunnen dokumentiert. Aus dem nahen kaiserlichen Steinbruch am Leithaberg erfolgten große Lieferungen von Kaiserstein und Steinmetzarbeiten. Im späten 17. Jahrhundert wurden zwei Bastionen zu den Befestigungen hinzugefügt; 1674 wurde auf der südwestlichen Bastion das Leopoldtor (benannt nach Leopold I.) errichtet. Dieses war jedoch ungünstig platziert, daher wurde es zugemauert und ein neues Tor, das Wienertor, im Jahr 1712 auf der Westseite gebaut.

### Theresianischer Umbau
Die letzten größten Umbauarbeiten erfolgten während der Regierungszeit von Maria Theresia. Das 18. Jahrhundert war friedlicher als das 16. und 17. Jahrhundert, die Hauptfunktion wandelte sich von einer Verteidigungsanlage zu einer Wohnburg. Diese barocke, heute als theresianisch bezeichnete Burg wurde 1755–1765 umgebaut. Mit einem riesigen Kostenaufwand ließ Maria Theresia die Burg durch den Wiener Hofkammerarchitekten Franz Karl Römisch umbauen. Diese Umgestaltung, die über 1 300 000.-- Gulden verschlang, bezog sich nicht nur auf den Pallas, sondern auch die umliegenden Außenanlagen und Gebäude; so wurde auf der Südseite der sogenannte Ehrenhof erstellt. Auf der Westseite entstanden ein Geschäftshof und ein Pferdestall und auf der Ostseite wurde ein als Theresianum bezeichnetes Rokokopalais angebaut. Das Theresianum war ein dreigliedriger Bau mit einem flachen italienischen Dach gedeckt. Es war prachtvoll ausgestattet und enthielt neben den Räumlichkeiten des Statthalters von Ungarn auch einen Trakt, der für den Kaiser und Maria Theresia vorgesehen waren. In der Burg selbst wurde eine repräsentative Rokokotreppe im Westflügel gebaut, die bis heute besteht. Auch die Wasserversorgung wurde durch eine von Wolfgang von Kempelen entworfene Wasserleitung verbessert.
Nachdem der Statthalter die Burg im Jahr 1780 verlassen hatte und die Kronjuwelen nach Wien verbracht worden waren, verlor die Burg während der Regierung von Joseph II. ihre Bedeutung. 1784 wurde ein Generalseminar gegründet, das unter anderem eine wichtige Rolle für die Slowakische Nationalbewegung spielte. 1790 wurde es wieder geschlossen und bis 1802 war die Burg Eigentum der Kirche. Seit 1802 wurde die Burg als Kaserne benutzt.

### Brand und Wiederaufbau

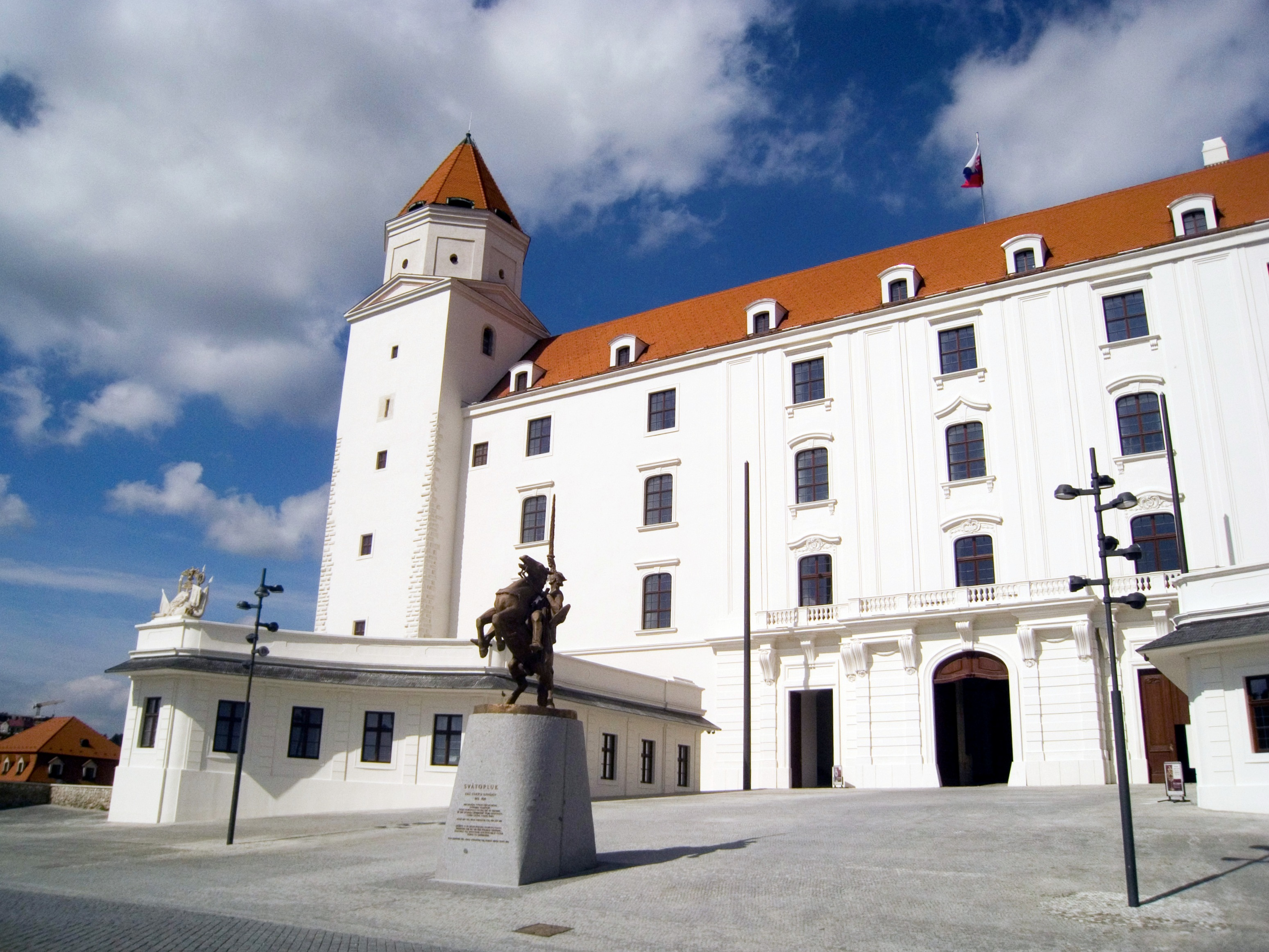
Das Burgtor mit dem Reiterdenkmal von Svatopluk I. (2010)

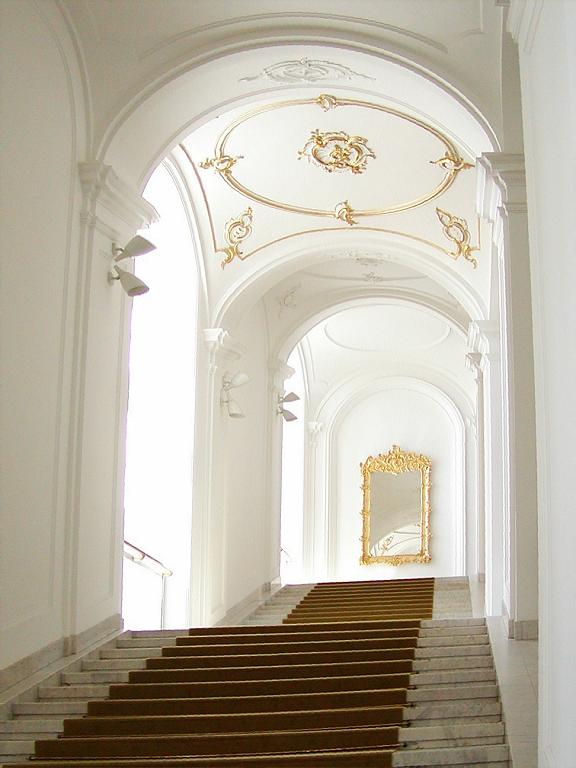
Die rekonstruierte Prunkstiege des Theresianischen Umbaus (2005)

Am 28. Mai 1811 brach ein drei Tage dauerndes Feuer aus, das sich schnell auf die Vorburg und den Vorort Schlossgrund ausbreitete. Das Feuer soll durch die Achtlosigkeit von Soldaten verursacht worden sein. In den folgenden 150 Jahren erhoben sich nur die Burgruinen über der Stadt. Teile, die nicht dem Feuer zum Opfer gefallen waren, wurden weiterhin als Kasernen und Gefängnis benutzt. 
Seit dem Beginn des 20. Jahrhunderts wurden mehrere Wiederaufbau-Vorschläge unterbreitet, aber nicht durchgeführt. Während der Existenz der Ersten Slowakischen Republik plante man, das Burgareal für ein Universitätsviertel (Comenius-Universität Bratislava) oder Regierungsgebäude zu nutzen. Diese Pläne wurden nicht verwirklicht. 
Die Burg wurde erst nach dem Zweiten Weltkrieg von 1953 bis 1968 renoviert. Besonders der Archäologe Alfred Piffl und der slowakische Maler Janko Alexy hatten sich für einen Wiederaufbau der Burg eingesetzt. Voruntersuchungen an der Bausubstanz der Burgruine im Jahre 1953 ergaben, dass eine Rekonstruktion durchaus realisierbar war. Anhand weiterer Untersuchungen wurde beschlossen, die Burg im Stil des letzten Theresianischen Umbaus von 1760 zu rekonstruieren. Nachdem 1955 eine Baugenehmigung erteilt worden war, begann man 1956 unter Leitung von Alfred Piffl mit den Bauarbeiten.     
In der wiederaufgebauten Burg wurde am 30. Oktober 1968 das neue Verfassungsgesetz über den tschechoslowakischen Bund unterzeichnet, womit der Staat, zumindest formal, von einem Zentralstaat zur Föderation wurde. Am 3. September 1992 unterzeichnete man im damaligen Rittersaal (heute Verfassungssaal) die aktuelle slowakische Verfassung, zwei Tage nach deren Gutheißung und vier Monate vor der Unabhängigkeit der Slowakei. Von 1993 bis 1996 war die Burg Sitz des slowakischen Präsidenten, bevor der Sitz ins instandgesetzte Palais Grassalkovich verlegt wurde.
Heute dient die Burganlage als Museum und Repräsentationsgebäude. Die ehemalige Kapelle dient heute als Konzertsaal. Ab 2008 wurde sie renoviert.
Die Luster für den Wiederaufbau wurden vom ehemaligen k.u.k. Hoflieferanten Bakalowits angefertigt.

## Bildmotiv

Slowakische 50-Cent-Münze

Die Bratislavaer Burg ist eines der Bildmotive der slowakischen Euromünzen, welche zum 1. Januar 2009 eingeführt wurden. Die Burg ist dabei auf den 10-, 20- und 50-Cent-Münzen zu sehen. Sie ist auch auf der Rückseite des (ehemaligen) 500-Kronen-Scheins abgebildet.